# Rhyncada
× Rhyncada, (abreviado Rya) en el comercio, es un híbrido intergenérico entre los géneros de orquídeas Ada x Rhynchostele. Fue publicado en Orchid Rev. 112(1256, Suppl.): 28 (2004).